# Družstvo
Družstvo, dříve společenstvo (někdy též kooperativa), je právní forma pro sdružování osob zejména za účelem podpory svých členů. Někdy mohou být chápána jako klasické obchodní společnosti nebo jako spolky, v českém právu jsou družstva spolu s obchodními společnostmi považována za obchodní korporace. Odlišnosti družstev od obchodních společností spočívají v možnosti originárně nabývat členství beze změny zakladatelského dokumentu, rovnosti hlasů společníků při hlasování, např. o změně stanov, a variabilním základním kapitálu (kmenovém jmění).
Český zákon o obchodních korporacích definuje družstvo jako společenství neuzavřeného počtu osob, které je založeno za účelem vzájemné podpory svých členů nebo třetích osob, případně za účelem podnikání. Družstvo musí mít nejméně tři členy a jeho obchodní firma musí obsahovat označení „družstvo“. Ve zvláštních ustanoveních zákon o obchodních korporacích upravuje bytové družstvo a sociální družstvo. Základním dokumentem družstva jsou stanovy. Nejvyšším orgánem družstva je členská schůze a statutárním orgánem družstva je představenstvo, za které navenek většinou může jednat jeho předseda nebo místopředseda. Vznik a zánik družstva je totožný se zápisem do resp. výmazem z obchodního rejstříku.

## Družstevnictví
U družstva se v zásadě jedná o sociálně-ekonomický fenomén mající různé právní formy. V zemích románského práva jsou družstva vždy obchodními společnostmi. V rakouském právu, které převzalo právo československé, byla družstva považována za spolky. Po roce 1948 byla řada družstev zlikvidována, rozvíjena byla pouze jednotná zemědělská družstva sloužící k násilné kolektivizaci zemědělství, a ta byla považována za socialistické organizace. Právní úprava obchodního zákoníku v letech 1992–2013 je nepovažovala přímo za obchodní korporace, od rekodifikace soukromého práva jimi s účinností od 1. ledna 2014 v českém právním řádu podle zákona o obchodních korporacích jsou.
Družstevnictví je součástí konceptu participativní ekonomiky, která usiluje o snižování příjmových a majetkových nerovností ve společnosti prostřednictvím zvyšování participativní a ekonomické demokracie. Ekonomická demokracie znamená, že na rozhodnutí by měli mít vliv minimálně všichni ti, jichž se budou dotýkat jeho důsledky. Tomuto požadavku vyhovují výrobní družstva, protože široká základna zaměstnanců-majitelů je většinou zároveň složena z obyvatelů regionu, kde dochází k výrobě. Proto je nepravděpodobné, že by taková firma přijala rozhodnutí s potenciálně negativními důsledky na místní komunitu jako jsou např. hromadná propouštění, přesunutí výroby do zahraničí nebo zavádění výrobních postupů, které kontaminují životní prostředí. Družstevnictví je také jedním z klíčových témat pro udržitelný rozvoj.

### Historie družstevnictví na Ostravsku
Kořeny družstevnictví na Ostravsku sahají ke konci druhé poloviny 19. století, kdy došlo v regionu k rozvoji hutnictví a hornictví. Tzv. dělnické hnutí se postupem rozvoje těžkého průmyslu rozrůstá, soustřeďuje se na odborovou politiku a současně s ním rozvíjí se snaha po hospodářské svépomoci. Od roku 1890 se dělnické hnutí snažilo odpoutat od hospodářské závislosti na závodních obchodech (tzv. závodních konsumech) a chtělo vytvořit své vlastní svépomocné organizace, které by zajišťovaly jejich vlastní zásobováni
Jedním z průkopníků družstevnictví na Ostravsku byl advokát Dr. František Chleborad, který v letech 1868–1875 založil Oul, což bylo dělnické konzumní družstvo. Existovalo jen 4 roky. Svou činnost ukončilo v důsledku tlaku na poněmčování dělníků, ti více důvěřovali závodním konzumům, než vlastním družstvům. V letech 1880–1888 mezi dělníky šířil teorie německého ekonoma Franz Hermanna Schulze-Delitzscha (29. srpna 1808, Delitzsch – 29. dubna 1883, Postupim) o tzv. „svépomocných akcích pomocí spoření a družstev". Nabádal dělníky ke sjednocení, podnikavosti a ke vzdělání. V návaznosti na tuto činnost založil Moravskou záložnu v Ostravě.
Závodní konzumy byly především pod podnikem Vítkovické železárny, kde byla v roce 1886 otevřena závodní tržnice. Přípravy na založení konzumního spolku se uskutečnily dne 14. října 1894, kdy došlo k konání ustavující valné hromady „Prvního dělnického a zásobovacího spolku pro Vítkovice a politický okres místecký". Přípravy se prováděly tajně, aby se o nich v závodě a soukromí obchodníci nedověděli, protože všem družstevním činovníkům hrozilo propuštění ze závodů. Když měla být otevřena první prodejna, byl majitel domu podplacen 150 zlatými, aby družstevníkům místnost na prodejnu nepronajímal. Prodejna byla otevřena a postupně otevírány další. Byla zakládána i nová družstva. Snaha pracujícího lidu po hospodářské nezávislosti byla podporována ušlechtilou myšlenkou svépomoci a solidarity, které se staly hnací silou vývoje družstevnictví.
V Ostravě vznikly družstva jako např. „ZÁDRUHA", velkoobchodní společnost s r. o. (1915), Ústřední konsumní a úsporné družstvo „Budoucnost", z.s.s.r.o. v Moravské Ostravě (1919), „PRODUKTIVA" Ústřední výrobní, nákupní a prodejní společnost (po 1919).

## Členství a orgány družstva
Členství v družstvu vzniká především jeho zakladatelům dnem vzniku družstva, později rozhodnutím představenstva (příp. jiného orgánu družstva podle stanov) o přijetí za člena nebo převodem nebo přechodem družstevního podílu. Podmínkou je především uhrazení základního členského vkladu, další podmínky mohou určit stanovy družstva. Členství vždy vzniká na dobu neurčitou. Zaniká písemnou dohodou, vystoupením člena, jeho vyloučením, převodem nebo přechodem družstevního podílu, prohlášením konkursu na majetek člena nebo zánikem družstva či smrtí člena.
Orgány družstva jsou:
1. Členská schůze rozhoduje o nejvýznamnějších družstevních záležitostech, volí ostatní orgány družstva, které jsou povinny skládat účty ze své činnosti.
2. Představenstvo je výkonným orgánem družstva s všeobecnou kompetencí, tj. řídí a rozhoduje v těch věcech, které nejsou v kompetenci jiných orgánů družstva. Je statutárním zástupcem družstva.
3. Kontrolní komise je kontrolní orgán, který kontroluje činnost družstva, všech jeho členů a orgánů.

Stanovami lze zřídit i další orgány. U malých družstev do 50 členů se představenstvo ani kontrolní komise zřizovat nemusí, statutárním orgánem je potom předseda družstva a pravomoc kontrolní komise má vůči statutárnímu orgánu družstva každý člen družstva.

## Vkladová povinnost a základní kapitál
Jedním ze základních předpokladů vzniku členství v družstvu je převzetí a splnění vkladové povinnosti v rozsahu vyplývajícím ze stanov družstva. Podmínkou vzniku členství při založení družstva je tak jednak převzetí vkladové povinnosti k základnímu členskému vkladu, jednak včasné a řádné splnění vkladové povinnosti k základnímu členskému vkladu, případně, určí-li tak stanovy, alespoň k jeho části – vstupnímu vkladu.
Zákon nestanoví minimální výši členského vkladu. Výše základního členského vkladu, případně vstupního vkladu, musí být (na rozdíl od kapitálových obchodních společností) pro všechny členy družstva stejná a zapisuje se do obchodního rejstříku. Vklad může být peněžitý i nepeněžitý (s výjimkou družstevních záložen, kde může být vklad pouze peněžitý), nepeněžitý vklad musí být oceněn znalcem. V případě družstva mohou být, na rozdíl od obchodních společností, nepeněžitým vkladem i práce a služby.
Souhrn všech členských vkladů, k jejichž splacení se členové družstva ve stanovách zavázali, představuje základní kapitál družstva. S výjimkou družstevních záložen není minimální výše základního kapitálu družstva stanovena a základní kapitál se nezapisuje do obchodního rejstříku. Určí-li tak stanovy, může se člen podílet na základním kapitálu jedním nebo více dalšími členskými vklady. Výše dalších členských vkladů může být pro různé členy odlišná. Zvýšení základního členského vkladu doplatky členů je možné, určují-li tak stanovy. Základní členský vklad lze zvýšit doplatky členů pouze jednou za 3 roky a nejvýše na trojnásobek stávající výše.

## Ručení družstva, uhrazovací povinnost
Za porušení svých závazků odpovídá družstvo celým majetkem. Členové neodpovídají ani neručí za nesplnění povinností družstva, družstvo však za zákonem a stanovami stanovených podmínek může po členech žádat plnění z titulu uhrazovací povinnosti, na základě které jsou členové povinni poskytnout družstvu finanční prostředky, které smí družstvo použít výhradně na úhradu vzniklé ztráty. Uhrazovací povinnost nesmí být vyšší než trojnásobek základního členského vkladu.
Uhrazovací povinnost členů družstevních záložen byla zrušena zákonem č. 230/2009 Sb.

## Typy družstev

### Bytové družstvo
Bytové družstvo (§ 727–757 ZOK) může být založeno jen za účelem zajišťování bytových potřeb svých členů. Bytové družstvo může spravovat domy s byty a nebytovými prostory ve vlastnictví jiných osob. Za podmínek stanovených zákonem může provozovat i jinou činnost, pokud tím neohrozí uspokojování bytových potřeb svých členů a tato činnost má pouze doplňkový nebo vedlejší charakter. Firma bytového družstva obsahuje označení „bytové družstvo“.

### Sociální družstvo
Sociálním družstvem (§ 758–773 ZOK) je družstvo, které soustavně vyvíjí obecně prospěšné činnosti směřující na podporu sociální soudržnosti za účelem pracovní a sociální integrace znevýhodněných osob do společnosti s přednostním uspokojováním místních potřeb a využíváním místních zdrojů podle místa sídla a působnosti sociálního družstva, zejména v oblasti vytváření pracovních příležitostí, sociálních služeb a zdravotní péče, vzdělávání, bydlení a trvale udržitelného rozvoje. Firma sociálního družstva obsahuje označení „sociální družstvo“.
V České republice existují i jiné formy právnické osoby fungující na bázi obecné prospěšnosti (např. nadace, spolky). Jejich nevýhodou však je, že se jedná o právnické osoby nepodnikatelské povahy, které nemohou vůbec nebo mohou jen velmi omezeně podnikat. Naproti tomu právnické osoby, které jsou podnikateli ve vlastním smyslu a které mohou vykonávat i jiné než čistě podnikatelské aktivity (např. společnost s ručením omezeným nebo akciová společnost) se k výkonu sociální a charitativní činnosti nehodí buďto vůbec, anebo jen s nepoměrnými obtížemi. Úprava sociálního družstva se snaží sloučit výhody obou modelů.

### Spořitelní a úvěrní družstva
Spořitelní a úvěrní družstva jsou upravena zvláštním zákonem (zákon č. 87/1995 Sb., o spořitelních a úvěrních družstvech). Pro spořitelní a úvěrní družstva se používá také zkrácený pojem spořitelní a úvěrní družstva. Spořitelní a úvěrní družstvo je družstvo, které pro podporu hospodaření svých členů provozuje finanční činnosti, jimiž se rozumí zejména přijímání vkladů a poskytování úvěrů, ručení a peněžních služeb v různých formách. Dohled nad jeho činností vykonává Česká národní banka.
Firma družstevní záložny musí obsahovat označení „spořitelní a úvěrní družstvo“, „družstevní záložna“, „spořitelní družstvo“ nebo „úvěrní družstvo“.

### Výrobní družstvo
Výrobní družstvo je takový typ podniku, který je z většiny vlastněn zaměstnanci. Ti se kolektivně podílejí na rozhodování, a to buď pomocí přímé volby nebo pomocí volených zástupců. Aby se udržela vysoká úroveň participativity a demokracie, nejsou výrobní družstva volně obchodovatelná. Důležitý je tu také princip subsidiarity, protože se předpokládá, že zaměstnanci, kteří se potýkají s problémem přímo, budou mít také nejvíce informací k tomu, aby mu mohli čelit.

### Spotřební družstvo
Spotřební (někdy také konzumní) družstva mají za cíl uspokojovat potřeby svých členů, zejména co se týká lokální spotřeby. Účelem jejich vzniku byla snada čelit chudobě, sociálním problémům a dalším patologickým společenským jevům. Po první i druhé světové válce spotřební družstva pomáhala s obnovou ekonomiky a sociální soudržnosti. Jejich zestátnění a následná privatizace po roce 1989 vedla k výraznému oslabení.

## Evropská družstevní společnost
Evropská družstevní společnost (SCE) je nadnárodní forma podnikání, upravená přímo použitelným nařízením Rady 1435/2003/ES o statutu evropské družstevní společnosti, které je v České republice prováděno zákonem č. 307/2006 Sb., o evropské družstevní společnosti.